# Forgive and Regret
"Forgive and Regret" (Perdona y lamenta en Hispanoamérica y Perdonar y lamentar en España) es el decimoctavo episodio de la vigesimonovena temporada de la serie de animación televisiva Los Simpson y el episodio 636 de la serie en general. Se emitió en los Estados Unidos en Fox el 29 de abril de 2018 y en Latinoamérica el 5 de agosto de aquel mismo año. El título hace referencia a la frase "perdonar y olvidar". En este episodio, la relación entre Homer y el Abuelo Simpson se deteriora debido a un secreto que este último le revela a su hijo.
A partir de este episodio, Los Simpson superó a La ley del revólver como la serie de televisión americana con el mayor número de episodios. Este evento fue marcado en la secuencia de apertura por un duelo entre Maggie y el Marshal Matt Dillon.

## Argumento
Tras el cold open, se ve a Homer intentando comer todos los huevos en salmuera de Moe por una apuesta de 50 dólares. Al salir del bar, su auto termina volcando una luminaria. De repente un hombre aparece, diciendo que esa era "la favorita del Alcalde". Para evitar pagar una abultada multa, éste le ofrece a Homer $500 por el auto, quien los acepta solo porque será usado en un derbi de demolición al cual toda la familia es invitada.
En el derbi, el Abuelo sufre un ataque al corazón, y Homer se dispone a renunciar a ver el espectáculo para llevarlo al hospital, donde el Dr. Hibbert da un diagnóstico poco optimista. En su lecho de muerte, el Abuelo le hace una sorprendente confesión a Homer, quien lo perdona. Sin embargo, el Abuelo sobrevive inesperadamente, y Homer decide hacerle la "ley del hielo", lo cual deja sorprendida a su familia.
Luego de un altercado en el bar de Moe y un intento infructuoso de reconciliarse en un centro de juegos (anteriormente un centro comercial), Homer finalmente revela la confesión: su madre Mona solía hacerle tartas cuando niño, las cuales le eran especiales debido a que el Abuelo solía ser bastante cruel con él cuando construía modelos de aviones de la  Segunda Guerra Mundial. Mona escribió las recetas con refranes al reverso, y cuando ella se fue, el Abuelo decidió deshacerse de estas. Esto termina tornando a la familia contra el Abuelo, a quien deciden ir a enfrentar al Asilo de Ancianos. Al llegar, estos encuentran una misiva en la que el Abuelo anuncia que irá a recuperar las recetas en el acantilado donde las desechó, sintiéndose culpable por lo que hizo. 
Homer intenta detener al Abuelo, puesto que podría perder la vida intentando buscar las recetas. Homer le ayuda a conseguir la caja, y por un minuto pareciera que el Abuelo está dispuesto a sacrificarse para que Homer pueda estar seguro, pero aterriza en una cama de la que se deshizo muchos años antes. Sin embargo, la caja resulta estar vacía.
Mientras come en un restaurante cercano, Homer reconoce el sabor de la tarta como la misma que su madre solía hornear. La camarera le dice que encontró las recetas cayendo por el acantilado cuando el Abuelo las arrojó. Esta le devuelve las recetas, y Homer termina reconciliándose con el Abuelo.

## Recepción
Dennis Perkins de The A.V. Club le dio a este episodio una calificación "B-", declarando, "Para mérito del programa, el episodio en sí sólo hace una breve mención a la hazaña numéricamente impresionante, con el cold open mostrando a Maggie nuevamente con una pistola, enfrentándose al Marshall Matt Dillon de La ley del revólver. Escrito por el veterano Bill Odenkirk, "Forgive and Regret", en cambio, se dedica a contar una sola historia, revisitando una vez más la justificadamente tensa relación padre-hijo entre Abe y Homer Simpson".
"Forgive and Regret" obtuvo un rating de 1,0 con un share de 4 y fue visto por 2.47 millones de personas, siendo el programa más visto de la Fox aquella noche.